# Фестивал за улично изкуство 6Fest
Фестивалът за улично изкуство 6Fest е част от Културния календар на град Пловдив.
Основни теми на изданията му са моноспектаклите и индивидуалните изпълнения на артисти в областта на съвременен цирк (клоунада, жонглиране), куклен театър, пантомима, живи статуи, кокили, музика, улична магия.
Изданията на фестивала се осъществяват с финансовата подкрепа на Община Пловдив и Министерство на културата. По този начин това е първият в България фестивал, посветен на градското улично изкуство. През 2019 г. 6Fest става част от официалната програма на инициативата „Пловдив – Европейска столица на културата“. През 2020 г. е направено и представено фестивално издание, посветено на огнените изкуства, и то за първи път в България. Участници във фестивала правят турнета в градове като Троян и Ямбол или гостувания в Джебел, а дори и в „Мега Мол“ – София. На 6Fest взимат участие със свои представления улични музиканти, някои популярни имена от българската поп и джаз сцена, в това число и местни формации. Представят се младежки групи в специфични жанрове като класическата барокова музика.
За първи път в Габрово 6Fest е проведен през 2017 г., което извежда на ново равнище карнавалната традиция на „Столицата на хумора“. Изданията в този град от 2017 и 2018 г. вече са международни. Това става със съдействието на Програма „Култура“ на Община Габрово. Участват и улични артисти от Испания, Белгия, Венецуела, Унгария и България.